# Roberto de Nobili
Roberto de Nobili (1577 – 16 de janeiro de 1656), foi um missionário jesuíta italiano que exerceu sua missão na Índia. De Nobili é bem lembrado e admirado por sua vontade de adotar os costumes indianos de como se vestir, de como se alimentar, e do modo de estilo de vida. Ele estava decidido a mostrar que a fé cristã poderia ser vivida de uma maneira não inteiramente ligada aos valores culturais europeus.

## Biografia
Nascido em Montepulciano, Toscana, em setembro de 1577, Roberto de Nobili chegou aos portos portugueses em Goa e Bombaim, na Índia Ocidental, em 20 de maio de 1605. É provável que ele tenha conhecido lá o Pe. Thomas Stephens, um jesuíta que havia chegado a Goa em 1579 e provavelmente estava, então, no processo de compor seu Khristapurana, um poema épico que usava formas literárias hindus para contar a história de Cristo.
Roberto de Nobili, apelidado de "Bramane Branco", representava o fervor missionário do cristianismo na Índia portuguesa e suas relações com a corte do imperador mongol Akbar. Sua abordagem de evangelização começou focando nas áreas em que o hinduísmo e o cristianismo concordavam.
Após uma curta estadia em Cochin, em Querala, ele se estabeleceu em Madurai, no estado de Tamil Nadu, em novembro de 1606. Logo se autodenominou um "mestre de sabedoria" (தத்துவ போதகர்) e passou a vestir-se como um sannyasi, alguém que, seguindo o costume hindu, pratica uma forma de ascetismo marcada pelo desinteresse pela vida material, vestindo um dhoti branco e sandálias de madeira. Ele adotou costumes locais, como raspar a cabeça e manter apenas um pequeno tufo. Ele usava um cordão de três voltas atravessado no peito, o qual interpretava como uma representação da Santíssima Trindade. Afirmando ser de nobre descendência, aproximava-se de pessoas de alta casta como igual e engajava-se ativamente em diálogos com eruditos hindus sobre as verdades do cristianismo.
Nobili dominou as línguas e literaturas sânscrita, telugu e tamil, com a ajuda de seu professor, Shivadharma. Max Muller, uma figura-chave na criação da disciplina do orientalismo, disse de Roberto de Nobili: "Só posso falar dele aqui como o primeiro estudioso europeu do sânscrito". Enquanto Nobili explicava a doutrina cristã em tamil, ele cunhou várias palavras para comunicar sua mensagem. Ele usava a palavra "kovil" (கோவில்) para local de culto, "arul" (அருள்) e "prasadam" (பிரசாதம்) para graça, "guru" (குரு) para sacerdote ou professor, "Vedam" (வேதம்) para a Bíblia, "poosai" (பூசை) para a Missa, entre outras. Ele compôs catecismos, obras explicativas e discursos filosóficos em tamil, contribuindo para o desenvolvimento da prosa moderna em tamil.
Os missionários portugueses que o precederam haviam encontrado seus convertidos entre as classes mais baixas, o que também lhes rendeu o desprezo dos brâmanes. Os métodos de Nobili criticavam implicitamente a abordagem portuguesa e, portanto, foram muito controversos entre seus companheiros jesuítas e o Arcebispo de Goa, Cristóvão de Sá e Lisboa. A disputa foi resolvida pelo Papa Gregório XV, que emitiu a constituição apostólica Romanæ Sedis Antistes em 31 de janeiro de 1623. Os costumes do cordão de três voltas, do tufo, do uso de pasta de sândalo na testa e dos banhos foram permitidos, desde que não implicassem em nenhum ritual supersticioso. O Papa convidou os neófitos indianos (convertidos) a superar sua sensibilidade de casta e seu desprezo pelos párias.
Roberto de Nobili morreu em São Tomé de Meliapor (atual Mylapore, perto de Chennai, no estado de Tamil Nadu, em 16 de janeiro de 1656, aos 79 anos.